# Bernd Aldenhoff
Bernd Aldenhoff (ur. 14 czerwca 1908 w Duisburgu, zm. 8 października 1959 w Monachium) – niemiecki śpiewak operowy (tenor) znany przede wszystkim z ról wagnerowskich (wiele występów na Festiwalu w Bayreuth).
Bernd Aldenhoff urodził się w Duisburgu 14 czerwca 1908. Wychowywał się w sierocińcu. W młodości przyuczał się do zawodu stolarza, następnie został członkiem chóru teatru miejskiego w Duisburgu, gdzie cieszył się wsparciem wpływowego intendenta teatralnego Saladina Schmitta. W latach 1929–30 śpiewał w chórze Opery w Kolonii – w Kolonii uczył się śpiewu solowego u Juliusa Lenza. W latach 1930–1932 był chórzystą Opery w Stuttgarcie, w latach 1932-33 ponownie w Kolonii, gdzie następnie znalazł zatrudnienie jako śpiewak solowy. Wykonywał głównie partie liryczne, jak Lionel (Marta), Pinkerton (Madame Butterfly), Matteo (Arabella), 16 grudnia 1933 wziął udział w prapremierze opery Siegfrieda Wagnera Der Heidenkönig. Następnie pracował w operze w Darmstadt (1934–1935), w Erfurcie (1935–1938) oraz w Düsseldorfie (1938-1944). W 1937 gościł w Operze Leśnej w Sopocie jako Tannhäuser. Pierwsze większe sukcesy przyniosły mu role Manrica (Trubadur) i Riccarda (Bal maskowy) we Frankfurcie (1939). Natomiast w 1944 występował gościnnie w wiedeńskiej Volskoper.
Dopiero w latach 50. zyskał światową sławę jako wiodący tenor bohaterski, ugruntowaną przez wiele występów na Festiwalu w Bayreuth jako Zygfryd – w 1951, 1952 i 1957 w Zygfrydzie, w 1951 i 1957 w Zmierzchu bogów. W latach 1943–1951 pracował w drezdeńskiej Staatsoper. Następnie w Niemczech Zachodnich – od 1952 do 1957 był członkiem Opery Frankfurckiej, od 1952 zatrudniony był także w Operze w Monachium. W 1950 wystąpił w berlińskiej Komische Oper jako Biedny marynarz (opera Dariusa Milhaud) oraz w Wiedniu jako Otello i Walter (Śpiewacy norymberscy).
Pod koniec przerwanej chorobą i przedwczesną śmiercią kariery występował, już głównie jako wykonawca ról wagnerowskich, w wielu teatrach operowych na całym świecie, np. w 1954 we Florencji jako Parsifal, w 1955 w Paryżu jako Zygfryd, w 1957 w Covent Garden jako Zygfryd w Zmierzchu bogów. Ponadto w La Fenice (1952 – Zygfryd w Zygfrydzie, 1953 – w Zmierzchu bogów; 1954 Walter), w Trieście (1952 – Zygfryd w Zmierzchu bogów, 1953 – Parsifal, 1958 – Tristan w Tristanie i Izoldzie), w 1957 w Brukseli, w Neapolu (1957 – Walter, 1959 – Zygmunt w Walkirii), w 1959 w La Scali (Eryk w Holendrze tułaczu), w 1959 w Lizbonie.